# Українська степова біла порода
Українська степова біла — порода свиней м'ясо-сального напряму. Одна з найпоширеніших порід свиней в Україні. Виведена у 1925—1935 роках в Асканії-Новій. Затверджена у 1934 році. Розводиться переважно в Херсонській, Запорізькій, Одеській і Миколаївській областях, а також в деяких регіонах Азербайджану, Вірменії, Туркменістану і Молдови.

## Історія виведення
Українська степова біла порода створена у дослідному господарстві Інституту тваринництва «Асканія-Нова» протягом 1966—1992 років колективом вчених на чолі з академіком Івановим М. Ф. Порода виведена простим відтворювальним схрещуванням місцевих білих свиней півдня України з кнурами великої білої породи з наступним добором тварин бажаного типу. Це був перший радянський досвід у розробці нової породи свиней. Робота з виведення української степової білої породи вважається класичною.
Генеалогічна структура породи складається з 15 ліній кнурів і 55 родин свиноматок. У ході виведення цієї породи для закріплення спадкових якостей найкращих тварин над ними здійснювали різні, переважно тісні інбридинги й, одночасно, строго вибраковували одержаних тварин за міцністю конституції й вираженістю бажаних ознак.
Порода була визнана у 1932 році й постійно поліпшувалася. Наприкінці XX століття займала третє місце за чисельністю поголів'я в СРСР.

## Характеристика
Українська степова біла порода мало чим зовнішньо відрізняється від великої білої. Масть біла. Тварини міцної будови; голова невелика з дещо опуклим рилом, великі вуха злегка звисають над очима; кістяк більш щільний, тулуб глибокий, довгий, добре вкритий щетиною; лапи міцні, прямі. Жива маса кнурів 310—350 кілограмів (максимальна — 463 кг), свиноматок 230—250 кг.
Плодючість 11—12 поросят ув опоросі (максимальна 25), молочність — 56 кг, маса гнізда в два місяці — 190 кг. Свині цієї породи скороспілі, витривалі, пристосовані до кліматичних і кормових умов українського степу. Добре відгодовуються, дають м'ясо й сало високого ґатунку. Молодняк за інтенсивної м'ясної та беконної відгодівлі досягає живої маси в 100 кілограмів через 197 днів. Середньодобові прирости — 688 грам. Товщина шпику на рівні 6-7 ребер — 30 мм.